# CHカスコ・ビエホ・ビルバオ
CHカスコ・ビエホ・ビルバオ（スペイン語: CH Casco Viejo Bilbao）は、スペイン・バスク州ビスカヤ県ビルバオに本拠地を置いていたアイスホッケークラブ。スペインの全国リーグであるリーガ・ナシオナル・デ・ホッケイ・イエロに所属している。1975年にCHカスコ・ビエホ・ビルバオとして設立され、1981年にはCHビスカヤ・ビルバオ（スペイン語: CH Vizcaya Bilbao）に改称。リーガ・ナシオナルで6回優勝したが、1986年に解散した。

## 歴史
1975年にCHカスコ・ビエホ・ビルバオとして設立され、リーガ・ナシオナルに加盟した。1975-76シーズンには国内カップであるコパ・デル・レイで準優勝し、1976-77シーズンにはリーガ・ナシオナルで初優勝した。1977-78シーズンにはリーグ2連覇を含む2冠を達成し、1978-79シーズンにはリーグ3連覇を達成した。1980-81シーズンにも2冠を達成し、1981年にはCHビスカヤ・ビルバオに改称している。1981-82シーズンにはリーグ2連覇、1982-83シーズンには2度目のリーグ3連覇を達成した。1986年に解散した。

## タイトル
- リーガ・ナシオナル（6回）
  - 1977, 1978, 1979, 1981, 1982, 1983
- コパ・デル・レイ（英語版）（2回）
  - 1978, 1981

## 成績
| シーズン | 国内リーグ | 国内カップ |
| -------- | ---------- | ---------- |
| 1975-76  |            | 準優勝     |
| 1976-77  | 優勝       |            |
| 1977-78  | 優勝       | 優勝       |
| 1978-79  | 優勝       |            |
| 1979-80  | 準優勝     |            |
| 1980-81  | 優勝       | 優勝       |
| 1981-82  | 優勝       | 準優勝     |
| 1982–83  | 優勝       |            |
| 1983-84  |            |            |
| 1984-85  |            |            |
| 1985-86  |            |            |